# Mimacraea ertli
Mimacraea ertli är en fjärilsart som beskrevs av James John Joicey och Talbot 1924. Mimacraea ertli ingår i släktet Mimacraea och familjen juvelvingar. Inga underarter finns listade i Catalogue of Life.